# Jonquières, Vaucluse
Jonquières är en kommun i departementet Vaucluse i regionen Provence-Alpes-Côte d'Azur i sydöstra Frankrike. Kommunen ligger i kantonen Orange-Est som tillhör arrondissementet Avignon. År 2022 hade Jonquières 5 213 invånare.

## Befolkningsutveckling
Antalet invånare i kommunen Jonquières
| Referens: INSEE |